# 張懷民
張懷民（12世紀—12或13世紀），名夢得，字懷民，以字行。又字偓佺，清河郡（今河北省清河縣）人。宋朝政治人物。
宋神宗元豐六年（1083年）贬黄州（齊安郡）主簿，寓居承天寺（今湖北省黄冈县南方），與蘇軾、蘇轍兄弟為好友。蘇軾的《記承天寺夜遊》元豐六年十月十二日夜與張懷民夜遊。元豐六年在长江边建亭以賞景，蘇軾定名為「快哉亭」，是年十一月又請蘇轍寫下《黃州快哉亭記》，以紀念之。